# Obohacení košťálovou zeleninou
Obohacení košťálovou zeleninou je druhý díl čtvrté řady amerického televizního seriálu Teorie velkého třesku. V této epizodě hostují Steve Wozniak a Janet Hill. Režisérem epizody je Mark Cendrowski.

## Děj
Sheldon začíná mít obavy o to, že by se nemusel dožít technologické singularity, která by umožnila přesunout jeho vědomí do robota. Začne tedy měnit svůj jídelníček a jí více zeleniny. Zároveň se chce věnovat většímu pohybu a tak se pokouší sportovat s Penny. Hned v začátku si však ublíží a než aby riskoval nemoci a nebo další zranění, zvolí trvalý pobyt v bytě s tím, že sestrojí robota s obrazovkou, kterého na dálku ovládá. Robot místo něj chodí do práce nebo třeba i do restaurace. V té potkává Steva Wozniaka, který mu řekne, že je škoda, že tam není osobně, že by mu podepsal Sheldonem vlastněný model počítače Apple II. Sheldon mu řekne, ať v restauraci počká, že tam hned přijede. Hned kousek za dveřmi od bytu si však ublíží a zároveň daný počítač rozbije.

## Obsazení
| Johnny Galecki | Leonard Hofstadter |
| Jim Parsons    | Sheldon Cooper     |
| Kaley Cuoco    | Penny              |
| Simon Helberg  | Howard Wolowitz    |
| Kunal Nayyar   | Raj Koothrappali   |
| Steve Wozniak  | sebe               |
| Janet Hill     | sebe               |